# Benedetto XIII (antipapa)
Pero Martínez de Luna y Pérez de Gotor (Illueca, 25 novembre 1328 – Peñíscola, 23 maggio 1423) è stato un cardinale suddito della Corona d'Aragona, che venne eletto papa da una parte del collegio cardinalizio nel 1394, scegliendo per sé il nome pontificale di Benedetto XIII.
Venne deposto dal Concilio di Costanza nel 1417, ma non riconobbe mai l'autorità di quel concilio e continuò a essere antipapa fino alla sua morte.

## Biografia

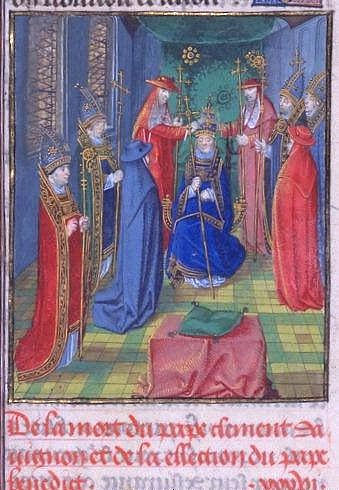
Miniatura che rappresenta l'elezione del cardinal Luna ad antipapa Benedetto XIII, nel 1394.

Pero de Luna apparteneva alla nobile famiglia aragonese de Luna, che vantava una discendenza dai Visigoti. Tra le famiglie più potenti del regno d'Aragona, i Luna erano imparentati con i sovrani di quella nazione (Maria, moglie del re di quell'epoca, Martino l'Umano, apparteneva alla famiglia de Luna).
Compì i suoi studi presso l'Università di Montpellier, dove si laureò in giurisprudenza e dove ebbe la cattedra di diritto canonico.
Il 20 dicembre 1375 papa Gregorio XI lo nominò cardinale con il titolo di cardinale diacono di Santa Maria in Cosmedin.
Partecipò al conclave dell'aprile 1378, che elesse papa Urbano VI. Fu uno degli ultimi cardinali ad abbandonare papa Urbano, allorché si convinse che la sua elezione non era valida, e nel settembre del medesimo anno partecipò al conclave che elesse l'antipapa Clemente VII, del quale divenne seguace.
Venne quindi nominato da Clemente VII legato pontificio nei regni della penisola iberica, ove si fermò per un decennio, riuscendo a convincere i rispettivi sovrani a riconoscere l'autorità papale di Clemente.
Alla morte dell'antipapa Clemente VII, avvenuta il 28 settembre 1394, Pedro de Luna venne eletto papa dai cardinali dell'obbedienza avignonese. Alla morte di papa Urbano VI, nel 1389, i cardinali italiani avevano scelto papa Bonifacio IX; l'elezione di Benedetto, quindi, proseguì lo Scisma d'Occidente, mentre nel 1404 era eletto Innocenzo VII e nel 1406 Gregorio XII. Vani furono i tentativi di Carlo VI di Francia nel 1395 di convincerlo ad abdicare, e fallirono pure una seconda delegazione francese nel 1397 e una tedesca nel 1398.
La maggior parte della Chiesa si rifiutò di riconoscerlo e nel 1397 la Chiesa francese, una parte della quale lo aveva appoggiato, ritirò la fedeltà a entrambi i papi, e nel 1398 Benedetto venne imprigionato nel suo palazzo di Avignone. Dopo quattro anni in cui visse praticamente agli arresti domiciliari, riuscì a fuggire nel marzo del 1403. Tornato in libertà raccolse intorno a sé alcuni dei «suoi» cardinali. Seguirono estenuanti trattative fra Gregorio e Benedetto, finché il re di Francia Carlo VI ne ordinò l'arresto. Una flotta mandata dal re d'Aragona venne in suo soccorso e lo portò a Perpignano, ove stabilì la nuova sede pontificia. 
Venne però abbandonato da quasi tutti i suoi sostenitori e, rifiutatosi di recarsi a un sinodo riconciliativo a Pisa previsto per la primavera del 1409, venne deposto insieme a Gregorio XII nella sessione di giugno del sinodo pisano.
Venne eletto a Pisa l'antipapa Alessandro V, ma Benedetto non cessò per questo le sue pretese e ora i papi, anziché essere due, erano tre. Il Concilio di Costanza, nel 1414, pose fine a questo stato di cose, mentre Benedetto aveva trovato rifugio nel castello di Peñíscola sin dal settembre del 1411, una cittadina costiera sul confine settentrionale del Regno di Valencia, avendo con sé tre soli cardinali. Benedetto fu deposto e scomunicato dal Concilio di Costanza il 26 luglio 1417; nel novembre si verificò poi l'elezione di papa Martino V, e rimase isolato nel proprio castello di Peñiscola fino alla morte, avvenuta nel 1423: seguitò comunque a considerarsi Papa legittimo in quanto unico cardinale creato da papa Gregorio XI, e in grado quindi di dichiararsi legittimamente Pontefice. Prima di morire ordinò ai cardinali di dargli un successore; l'esiguo conclave designò il prevosto di Valencia, il quale prese il nome di Clemente VIII, una figura che non ha lasciato memoria di sé.
Durante il suo pontificato tenne sette concistori nei quali creò 19 pseudocardinali.
Benedetto XIII si distinse anche per la sua legislazione antigiudaica (Etsi doctoribus gentium), che venne però cancellata da papa Martino V su richiesta di una delegazione inviatagli dal celebre congresso ebraico di Forlì del 1418.
La sua salma riposa a tutt'oggi nel Castillo Palacio del Papa Luna, a Illueca.

## Cardinali nominati dall'antipapa Benedetto XIII
L'antipapa Benedetto XIII ha creato 19 pseudocardinali in 7 concistori, i primi 3 e l'ultimo prima della sua morte si tennero ad Avignone, ove furono creati tutti i 18 cardinali.

## Riferimenti nella cultura di massa
La storia di Pedro de Luna è narrata:
- nel libro L'anello del Pescatore di Jean Raspail;
- nel romanzo Il Papa del Mare di Vicente Blasco Ibáñez.

## Genealogia episcopale e successione apostolica
La genealogia episcopale è:
- Arcivescovo Guillaume II de Melun
- Pseudocardinale Jean de Neufchâtel
- Antipapa Benedetto XIII

La successione apostolica è:
- Vescovo Guillaume de Cantiers (1400)
- Vescovo Philippe de Ville-sur-Illon (1403)
- Arcivescovo Pedro de Luna y de Albornoz (1405)
- Vescovo Thierry de Hornes (1407)
- Vescovo John de Innes (1407)
- Vescovo Henry de Leighton (1415)